# Чорноморський катран (підвид)
Чорноморський катран (лат. Squalus acanthias ponticus) — морська хрящова риба з сімейства катранових акул, підвид звичайного катрана (Squalus acanthias).

## Опис
Загальна довжина тіла самок до 180 см, самці дрібніші, маса до 15 кг забарвлення сірувато-коричневе, на спині темніше, з рідкісними білими цятками на боках, черево біле або сірувато-біле. Шипи спинних плавців короткі, довжини основ другого спинного і черевних плавців рівні, а якщо відрізняються, то незначно. Відстані між ніздрями і від ніздрів до кінця рострума також практично рівні. Друга антедорсальна відстань більш ніж у 2,5 рази перевищує міждорсальну відстань. Довжина рила не перевищує половини довжини голови. Середня кількість хребців 106,7.

## Ареал та місця проживання
Ареал чорноморського катрана охоплює Чорне море та прилеглі ділянки Керченської протоки, зрідка він запливає у південну частину Азовського моря. Мешкає в прибережних водах на глибині до 120 м, проте зустрічається і далеко від берегів над великими глибинами. Дотримується води з температурою від 6-8 до 16 °С. До берегів підходить при весняному прогріванні води та при осінньому похолоданні. Тримається зграями від поверхні до глибини 70 м, удень біля дна, вночі піднімається до поверхні.

## Харчування
Годується біля дна, харчується головним чином пелагічними та придонними рибами, найчастіше чорноморською хамсою, а також чорноморською кількою, султанкою, ставридами, мерлангом, атериною, смаридою, бичками, рідше дрібним оселедцем , пузанком і кефалями (Chelon labrosus, Liza ramada), а також молюсками та ракоподібними. У районі Севастополя харчується в основному крабами (родів Carcinides, Pilumnus, Portunus), рибою (мерланг, морський минь, султанка), іноді молюсками (Modiola, Pecten). Біля узбережжя Румунії головною їжею служить мерланг, проте значну частину раціону становлять також дельфіни (Delphinidae, Phocoenidae), яких катрани поїдають переважно у квітні — серпні, найрідше у жовтні та листопаді. Поїдають дельфінів дорослі катрани, частіше самки.

## Розмноження
Більшість самок стає статевозрілими у віці 17 років при довжині 125—130 см (деякі в 13-14 років при 110—115 см довжини), самці — у віці 13-14 років при довжині 100—110 см. Біля румунського узбережжя спарювання відбувається на початку весни, за одними даними, з початку квітня до травня на глибині 40—55 м, за іншими — з кінця лютого до початку березня на глибині 55—90 м, у певних місцях (напроти Мангалії). Запліднення внутрішнє. Наприкінці травня спочатку самці, потім самки відходять на глибини понад 60 м. Розвиток яєць та ембріонів у тілі самки триває близько 18 місяців. В обох яйцеводах самки знаходиться в більшості випадків 10-12 ембріонів (у деяких до 26-29 ембріонів), крім яких є ще близько 18 яєць, що розвиваються. У жовтні — листопаді катрани повертаються до берегів на глибини 25-35 м для народження потомства, яке також відбувається в певних місцях (навпроти мису Сінгол). Яйцеживородні акули. Плодючість самок становить 8-12 мальків. Молодь народжується 23-28 см завдовжки (зрідка до 33 см). Після пологів дорослі катрани повертаються назад на ті ж глибини, що й улітку. У південній частині Керченської протоки на початку весни перебувають на глибині 15-20 м, потім відходять у Чорне море на глибину 25-30 м. Влітку та восени самці та самки тримаються відокремленими зграями.

## Вилов

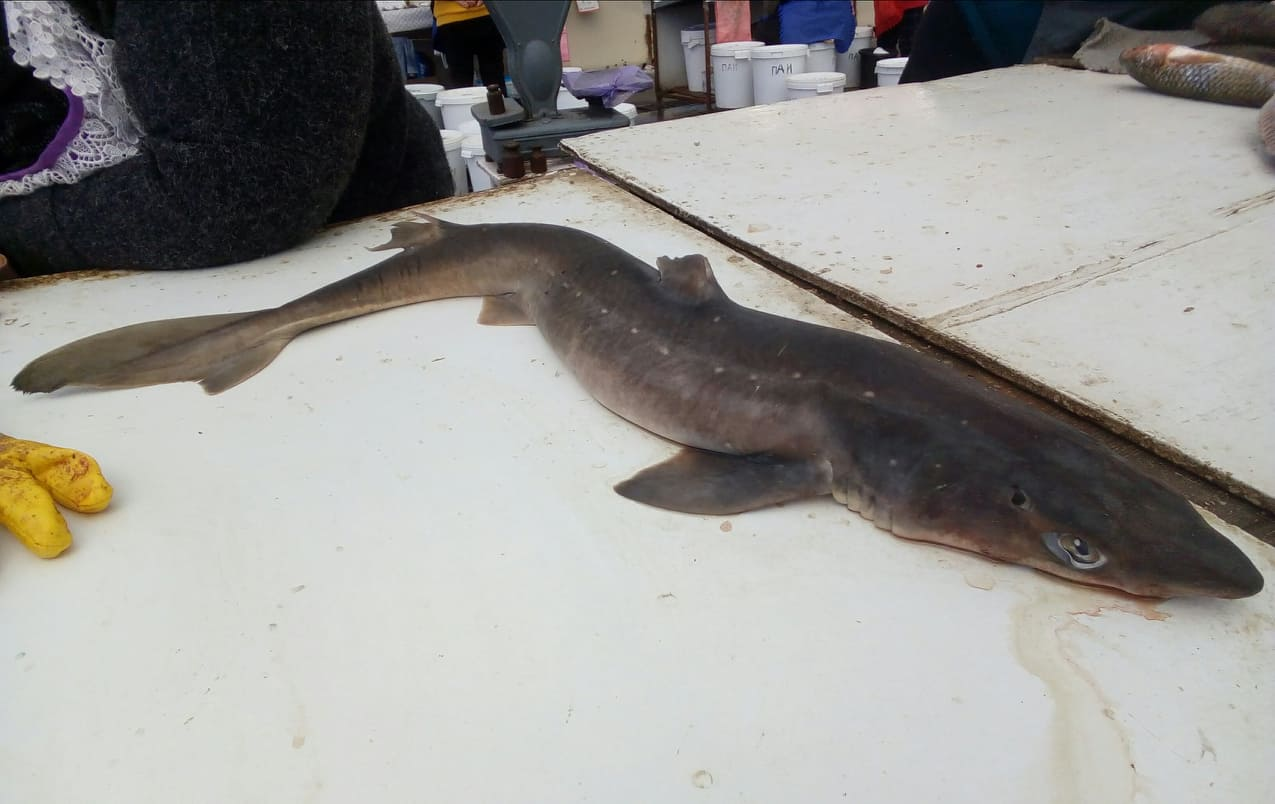
Катран на рибному ринку у Криму

Катрана видобувають у всіх причорноморських країнах. Використовується переважно для виготовлення баличних виробів.

## Охорона
Протягом 1980-х років чисельність чорноморського катрана знизилася більш як на 60 %. Він занесений до Червоного списку МСОП як чорноморська популяція катрана, віднесений до категорії уразливих видів. У регіональному відношенні: у Грузії катран має охоронний статус виду, що викликає найменші побоювання (LC), в Україні та Румунії — виду, близького до вразливого стану (NT), у Туреччині — виду, що вимирає (EN).